# Ione Serrano
Saray Ione Serrano Afonso (Las Palmas de Gran Canaria, 26 de abril de 1979) es una deportista española que compitió en natación sincronizada. Ganó una medalla en el Campeonato Mundial de Natación de 2003, y dos medallas en el Campeonato Europeo de Natación de 2004.

## Palmarés internacional
| Campeonato Mundial | Campeonato Mundial | Campeonato Mundial | Campeonato Mundial |
| Año                | Lugar              | Medalla            | Prueba             |
| ------------------ | ------------------ | ------------------ | ------------------ |
| 2003               | Barcelona (España) | Medalla de plata   | Combinación libre  |
| Campeonato Europeo |                    |                    |                    |
| Año                | Lugar              | Medalla            | Prueba             |
| 2004               | Madrid (España)    | Medalla de oro     | Combinación libre  |
| 2004               | Madrid (España)    | Medalla de plata   | Equipo             |